# Хозроје I од Партије
Хозроје I (грч. Χοσρόης, пар. 𐭇𐭅𐭎𐭓𐭅 Husrōw; око 51 — 129) је био шаханшах Партије (109—129), ривал свом синовцу Вологасу III, кога је потиснуо у источне делове Партског царства. Владавину му је обележио тежак рат против Римског царства под Трајаном, који је довео до привременог губитка Месопотамије.

## Порекло и власт на западу
Хозројево порекло није до краја расветљено; био је син партског шаханшаха Вонона II или Вологаса I и претпоставља се да је рођен око 51. године. Једино што се зна са већом сигурношћу је да је био брат партског шаханшаха Пакора II. Пакоровом смрћу 105. године дошло је до кризе око наследства. Уследио је сукоб између Хозроја и његовог синовца Вологаса III у коме је Партско царство, дефинитивно до 109. године, подељено на два дела. Западни је припао Хозроју, а источни Вологасу. Обојица су се добро учврстили у својим областима, тако да је држава остала тако подељена у дужем временском периоду. Не постоји општа усаглашеност, али данас се Хозроје обично сматра узурпатором, а Вологас легитимним владарем. Године 110. Хозроје је извршио инвазију на Јерменију. Протерао је римског клијентског краља Санатрука, заменио га својим синовцем Екседаром и на тај начин ставио Јерменију у партску зону утицаја.

## Рат са Римским царством

### Пад Јерменије
Повећање партског утицаја у Јерменији довело је до крајњег погоршања односа са Римским царством, за које је то било у потпуности неприхватљиво. У јесен 113. цар Трајан је кренуо на исток. Године 114. пошто је стигао у Антиохију, римски цар се упутио ка Арсамосати, која му се предала, а потом се према Сатали да сачека појачања. Као савезници Рима сада су се нашли Босфорско краљевство, Колхида и Сармати. Јерменски краљ Партамасирис, кога је претходне године Хозроје поставио уместо Екседара, узалуд је покушавао да преговара. Удруженим нападом Рима и кавкаских народа, он је уклоњен с престола. Касије Дион говори како је Партамасирис у Елегеји предао Трајану своју дијадему. Бивши јерменски краљ је затим изгубио живот под неразјашњеним околностима, а уместо постављања новог клијентског краља Јерменија је претворена у римску провинцију. Римску власт признали су и кавкаски народи. У част ове победе, Римски сенат је издао новац са натписом: „Јерменија и Месопотамија су враћене под власт римског народа” (лат. ARMENIA ET MESOPOTAMIA IN POTESTAM P. R. REDACTAE).

### Пад Месопотамије
Почетком 115. године римске трупе су ушле у северну Месопотамију и напале партске вазалне државе. Прво су пали Дура Европа, Батна и Нисибис, а краљ Осроене се у Едеси покорио Трајану. Римљани су затим прешли преко понтонског моста на леву обалу Тигра и напали Адијабену са центром у Арбели, Сингару и Хатру. Адијабенском краљу Мехараспесу била је послата помоћ, али су те трупе биле у потпуности уништене. Поход на Сингару предводио је Лусије Квијет. Касије Дион говори да су наведене и друге краљевине биле потчињене без већих проблема, а да су оне које су се добровољно предале третиране као римски савезници. Хозроје се наизглед клонио отвореног сукоба, нападао је Трајана једино при преласку преко река и у сличним ситуацијама када противничка војска није била довољно заштићена, користећи уобичајену партску тактику у сусрету с надмоћнијимим непријатељем. Међутим, није Римљанима нанео штету вредну помена.
Почетком 116. године Трајан је наставио поход и према средњој Месопотамији, ка Ктесифону, Хозројевој престоници и зимској резиденцији. Један део римске војске је прешао Тигар и ушао у Адијабену, а други је следио ток исте реке заузимајући Вавилон. Сам римски цар је пловио низ Еуфрат, а онда је наредио да се флота копненим путем пребаци у Тигар. Удруженим нападом са копна и са воде Трајан је прво освојио Селеукију са десне, па Ктесифон са леве стране реке. Хозроје се повукао. У Риму је слављена победа над Партским царством, Трајану је додељен почасни назив Партски (лат. Parthicus) и издате су кованице са натписом „Партија је покорена” (лат. Parthia Capta). Римска војска је потом наставила даље и избила на Персијски залив. Успут јој се предао још један Хозројев вазал, Атамбелос VII, краљ Харакене. Стар да би наставио даље, Трајан је потом кренуо натраг. Не задовољавајући се наметањем споразума Хозроју, римски цар је одлучио да новоосвојене области прикључи Римском царству. Основао је две нове провинције: Асирију, у горњем току Тигра и Еуфрата, и Месопотамију, која је обухватала већи део ове географске области.

### Вишеструки грађански рат
Док се Трајан бавио на југу, избила је велика побуна против римске власти у горњој Месопотамији и Јерменији. Побуну су предводили Хозројев брат Митридат и његов син Санатрук, обојица се прогласивши за шаханшахе. Иако је ово још више повећавало сукобе унутар саме династије Арсакида, успеха против нападача је било. Многи гарнизони су уништени или протерани, а устаници су ослободили низ градова. Трајан је из Вавилона против њих послао Лусија Квијета и Максима. Док је Максим био поражен и убијен, Квијет је успео да однесе велике победе; повратио је Нисибис и спалио Едесу. Заповедницима Еруцију Клару и Јулију Александру пошло је за руком да заузму Селеукију и да је спале.
Због побуне Трајан је одлучио да задржи само горњу Месопотамију. Његовим деловањем Хозроје је био у Ктесифону и званично свргнут и на партски престо, као римска марионета, постављен његов син Партамаспат, који је још пре рата био побегао Римљанима и пратио Трајана на походу. Партамаспату је лично Трајан ставио дијадему на главу. Цео догађај обележила је римска кованица легендом: „Краљ је дат Парћанима” (лат. REX PARTIS DATUS). Сада подржавајући Партамаспата против Хозроја, римске трупе су напредовале даље на исток и крајем 116. године освојиле Сузу, али су се убрзо повукле.
Трајан је уложио све ресурсе у гушење побуне у горњој Месопотамији. У лето 117. лично је опсео Хатру, која је Римљанима још увек пружала жесток отпор. Римски цар том приликом умало није погинуо и исцрпљене трупе су ускоро напустиле опсаду. Трајан је планирао нови поход у Месопотамију, али га је слабо здравље приморало да напусти ту идеју. Препустио је Хадријану врховну команду на истоку са задатком да сачува нову провинцију, кренуо на запад и умро у августу. Хадријан је сву своју пажњу посветио преузимању власти у Риму, па је повукао главнину својих трупа, остављајући Партамаспата самог против Хозроја. Хозроје је лако однео победу, повратио Ктесифон и Селеукију и на тај начин обновио своју пређашњу власт над западном половином Партског царства. Његов син је поново побегао Римљанима који су га поставили за клијенстког краља Осроене.

### Мир са Хадријаном
Сматрајући да је цена рата са Хозројем превисока, нови римски цар Хадријан одрекао се свих римских поседа источно од Еуфрата и Сиријске пустиње. Потпуно је напустио идеју о провинцији Јерменији, којој је враћен клијентски статус, и Месопотамији. Римске трупе напустиле су и Асирију. Хозроју је била призната власт над Месопотамијом и Иранском висоравни. Истовремено, нови римски цар му је и вратио кћерку, коју му је био заробио Трајан. Граница Римског и Партског царства тако се вратила на Еуфрат, а Јерменија је остала тачка спора између две земље.

## Даља владавина и смрт
Остатак Хозројеве владавине обележен је даљом борбом са Вологасом III, коме је римска инвазија осетно олакшала положај, али ипак није донела одлучујућу превагу. Ипак 121./122. године у Селеукији је кован новац са Вологасовим ликом. Не зна се да ли је у питању био некакав споразум двојице владара или неки продор Хозројевог ривала на запад.
Године 123. избиле су нове тензије између Римског и Партског царства. Колико је опасност од избијања новог рата била велика довољно говори то што је Хадријан из Мавретаније пожурио на исток, дошавши до Палмире. Пошто му је римски цар запретио војном силом, Хозроје је пристао на преговоре, састао се с њим и спор је решен дипломатским путем. Могуће је да је том приликом римски цар обећао шаханшаху да ће му вратити арсакидски краљевски престо, који је запленио Трајан. Међутим, ништа није предузето да се то и испуни.
Године 129. Хозроје је умро. Није најјасније шта се том приликом десило. Неки извори помињу да га је наследио брат Митридат IV, вођа побуне против римске власти у северној Месопотамији из 116. године. Други пак говоре да је Хозроја поразио Вологас III и на кратко ујединио Партско царство, пре него што се против његове власти побунио Митридат IV.

## Галерија
- Трајанов сестерциј кован у Риму 116. и 117. године. На реверсу римски цар стоји, а седеће фигуре представљају Јерменију, Тигар и Еуфрат. Око њих је натпис: „Јерменија и Месопотамија су враћене под власт римског народа”.
- Трајанов ауреус из лета 116. године. На аверсу је римски цар, међу осталом титулатуром и натпис „Партски”. На реверсу фигуре које представљају Партију и Парћанина седе у ставу жалости око трофеја уз натпис „Партија је покорена”.
- Драхма Санатрука II искована 116. године у Екбатани. На аверсу је претендент са тијаром, а на реверсу седећи стрелац Арсак и његов монограм.
- Митридат IV, једно време Хозројев узурпатор и вероватно наследник. Драхма искована око 140. године у Екбатани.
- Хозројева бронзана кованица из 116./117. године. На аверсу је његов лик, на реверсу вероватно лик богиње.
- Бронзана кованица из Селеукије са краја Хозројеве владавине. На аверсу је он са тијаром. На реверсу Победа која држи жезло и палмину грану.